# (252) Clementina
(252) Clementina ist ein Asteroid des äußeren Hauptgürtels, der am 11. Oktober 1885 vom französischen Astronomen Henri Joseph Perrotin am Observatoire de Nice entdeckt wurde. Es war seine letzte von insgesamt sechs Asteroidenentdeckungen.
Es ist kein Bezug dieses Namens zu einer Person oder einem Ereignis bekannt. Die Benennung erfolgte durch den Entdecker.

## Wissenschaftliche Auswertung
Aus Ergebnissen der IRAS Minor Planet Survey (IMPS) wurden 1992 Angaben zu Durchmesser und Albedo für zahlreiche Asteroiden abgeleitet, darunter auch (252) Clementina, für die damals Werte von 69,3 km bzw. 0,08 erhalten wurden. Eine Auswertung von Beobachtungen durch das Projekt NEOWISE im nahen Infrarot führte 2011 zu vorläufigen Werten für den Durchmesser und die Albedo im sichtbaren Bereich von 73,7 km bzw. 0,07. Nachdem die Werte nach neuen Messungen mit NEOWISE 2012 auf 73,9 km bzw. 0,05 geändert worden waren, wurden sie 2014 auf 65,3 km bzw. 0,09 korrigiert. Nach der Reaktivierung von NEOWISE im Jahr 2013 und Registrierung neuer Daten wurden die Werte 2015 zunächst mit 64,2 km bzw. 0,05 angegeben und dann 2016 korrigiert zu 56,2 oder 62,1 km bzw. 0,06, diese Angaben beinhalten aber alle hohe Unsicherheiten.
Eine spektroskopische Untersuchung von 820 Asteroiden zwischen November 1996 und September 2001 am La-Silla-Observatorium in Chile ergab für (252) Clementina eine taxonomische Klassifizierung als Caa- bzw. Ch-Typ.
Photometrische Messungen des Asteroiden fanden erstmals statt am 5. Januar 2005 am Kitt-Peak-Nationalobservatorium in Arizona. Die über einen Zeitraum von 1 ½ Stunden aufgezeichnete Lichtkurve zeigte aber nur einen Teil einer Periodizität. Es konnte daher nur auf eine Rotationsperiode von mindestens 7,5 h geschlossen werden und weitere Beobachtungen wurden als notwendig erachtet. Diese wurden vom 24. Juni bis 23. Juli 2007 am Palmer Divide Observatory in Colorado durchgeführt. Aus der detaillierten Lichtkurve konnte nun eine Rotationsperiode von 10,862 h bestimmt werden.
Weitere Beobachtungen erfolgten vom 23. März bis 13. April 2012 am Organ Mesa Observatory in New Mexico, wo eine Rotationsperiode von 10,864 h abgeleitet wurde, sowie vom 10. bis 19. Mai 2012 am Oakley Observatory des Rose-Hulman Institute of Technology in Indiana. Hier wurde ein Wert von 10,860 h bestimmt.
Eine Durchmusterung im Rahmen der Palomar Transient Factory (PTF) am Palomar-Observatorium in Kalifornien ab 2009 bestätigte in einer Untersuchung von 2015 die Bestimmung der Rotationsperiode von (252) Clementina mit einem Wert von etwa 10,866 h. Aus thermischen Infrarot-Daten wurde außerdem ein Durchmesser von 65,7 ± 0,3 km abgeleitet.
Aus einer Kombination von photometrischen Daten der Lowell Observatory Database mit thermischen Infrarot-Messungen von NEOWISE konnten in einer Untersuchung von 2018 ein dreidimensionales Gestaltmodell für zwei alternative Positionen der Rotationsachse mit prograder Rotation und eine Periode von 10,8619 h bestimmt werden. Im Jahr 2021 wurde aus archivierten Daten und photometrischen Messungen von Gaia DR2 erneut eine Rotationsachse mit prograder Rotation berechnet. Die Rotationsperiode wurde dabei zu 10,86187 h bestimmt.
Aus archivierten Daten des Asteroid Terrestrial-impact Last Alert System (ATLAS) aus dem Zeitraum 2015 bis 2018 konnte in einer Untersuchung von 2022 mit der Methode der konvexen Inversion eine Rotationsperiode von 10,86183 h bestimmt werden. Im Jahr 2023 wurde aus photometrischen Messungen von Gaia DR3 erneut ein dreidimensionales Gestaltmodell des Asteroiden für eine Rotationsachse mit prograder Rotation und einer Periode von 10,8621 h berechnet.